# Antoine Bernard (peintre-verrier)
Pour les articles homonymes, voir Antoine Bernard (homonymie) et Bernard.
Antoine Bernard est un peintre-verrier français né à Veurey le 25 avril 1865 et mort à Grenoble le 28 avril 1945.

## Biographie
Antoine Bernard est un peintre verrier exerçant à Grenoble. Il a cessé son activité en 1930.
Il a réalisé des vitraux dans trois église de l'Isère illustrant l'hommage aux morts de la Première Guerre mondiale.

## Œuvres principales
- Chirens, église Notre-Dame : verrières
- Grenoble, institution de la Goutte de lait : verrière, portrait d'un nourrisson, 1934[4] ;
- Gresse-en-Vercors, église Saint-Barthélémy : verrière, Christ bénissant un poilu[5] ;
- Menton, église du Sacré-Cœur
- Moirans, église Saint-Pierre-et-Saint-Paul : trois grandes verrières, en 1909, 14 vitraux des nefs latérales, en 1919 ;
- Rives, église : verrières[6] ;
- Saint-Marcel-Bel-Accueil, église Saint-Marcel : ensemble de 16 verrières[7] ;
- Siorac-en-Périgord, église Saint-Pierre-ès-Liens : 2 verrières, 1904 ;
- Sanctuaire marial de La Salette, vitraux, 1897[8].
- Velanne, église : verrière ;
- Vertrieu, église Saint-Laurent : ensemble de 14 verrières[9] ;